# Scott Carpenter
Malcolm Scott Carpenter (n. 1 mai 1925, Boulder, Colorado  - d. 10 octombrie 2013, Denver, Colorado) a fost un astronaut american și acvanaut. Carpenter este cel de-a doilea american care a efectuat un zbor orbital și al patrulea american care a ajuns în spațiul cosmic (misiunea Mercury-Atlas 7) după Alan Shepard, Gus Grissom și John Glenn. Carpenter a colaborat și cu celebrul explorator francez Jacques-Yves Cousteau. Scott Carpenter s-a scufundat în toate oceanele, inclusiv sub gheața Oceanului Arctic.